# オープンガーデン (競走馬)
オープンガーデン（欧字名:Open Garden、2004年6月11日 - ）は、日本の競走馬。主な勝ち鞍に2011年の阪神スプリングジャンプ。史上初の父子障害重賞制覇を達成した（この馬は種牡馬になったことはない。）。

## 戦績
- 特記事項なき場合、本節の出典はJBISサーチ[4]

2007年1月14日、中山競馬場での3歳新馬戦でデビューし、12着。2戦目も16頭立ての16着に終わり、この2戦で平地競走を切り上げて障害競走に転じる。7月21日の新潟競馬場での障害未勝利戦は進路妨害に遭って競走中止に終わり、2007年中は3着以内にも入らなかったが、2008年の初戦2着、2戦目3着のあと、1戦挟んで4月京都競馬場での障害未勝利戦でトータルの初勝利を挙げた。障害オープン6着を経て出走の東京ハイジャンプでも3着に入るが、その後しばらくは3着以内に入らない競馬を重ねたのち、2009年のペガサスジャンプステークスで2勝目。中山グランドジャンプ3着、東京ジャンプステークス2着と3戦して上位に入る成績を残した。秋は初め2戦は10着、8着だったものの中山大障害ではキングジョイの3着。翌2010年はペガサスジャンプステークス7着から中山グランドジャンプに臨みメルシーモンサンの2着に入るも、その後1年近くの長期休養に入る。2011年2月限りで管理していた郷原洋行が定年で引退し、菊沢隆徳厩舎に転厩。転厩初戦かつ約11か月ぶりの出走となった阪神スプリングジャンプではテイエムトッパズレを下して重賞初制覇、菊沢もこの勝利が管理馬の初勝利となった。中山グランドジャンプでは4着に終わり、その後は出走なく1年以上の休養を経て2012年7月25日付で日本中央競馬会 (JRA) の競走馬登録を抹消され、引退した。
引退後は乗馬となり、富山県での繋養を経て千葉県にある乗馬クラブクレイン千葉に移り、「ナノハナ」と改名して繋養されている。

## 競走成績
以下の内容は、JBISサーチ、netkeiba.comに基づく。
| 年月日     | 競馬場 | 競走名                    | 格    | 距離（馬場）  | 頭数 | 枠番 | 馬番 | オッズ（人気） | 着順 | タイム （上り3F） | 着差  | 騎手     | 斤量 [kg] | 勝ち馬/（2着馬）       | 馬体重 [kg] |
| ---------- | ------ | ------------------------- | ----- | ------------- | ---- | ---- | ---- | -------------- | ---- | ----------------- | ----- | -------- | --------- | ---------------------- | ----------- |
| 2007.01.14 | 中山   | 3歳新馬                   |       | 芝1800m（良） | 14   | 4    | 6    | 187.3（13人）  | 12着 | R1:55.6（36.2）   | -3.2  | 岩部純二 | 56        | ウエスタンヒート       | 456         |
| 0000.02.03 | 東京   | 3歳未勝利                 |       | 芝2400m（良） | 16   | 2    | 3    | 562.2（15人）  | 16着 | R2:31.7（37.4）   | -3.7  | 穂苅寿彦 | 56        | サトノコクオー         | 454         |
| 0000.07.21 | 新潟   | 障害3歳上未勝利           |       | 障2850m（稍） | 14   | 2    | 2    | 150.3（12人）  |      | 競走中止          |       | 平沢健治 | 58        | デイトレーダー         | 468         |
| 0000.08.25 | 新潟   | 障害3歳上未勝利           |       | 障2850m（良） | 14   | 1    | 1    | 155.8（11人）  | 13着 | R3:14.8（13.7）   | -7.7  | 平沢健治 | 58        | サムタイム             | 474         |
| 0000.09.15 | 中山   | 障害3歳上未勝利           |       | 障2880m（良） | 14   | 8    | 13   | 116.7（13人）  | 13着 | R3:29.3（14.5）   | -11.6 | 平沢健治 | 58        | ジョッシュ             | 480         |
| 0000.10.21 | 東京   | 障害3歳上未勝利           |       | 障3000m（良） | 14   | 5    | 7    | 107.0（13人）  | 05着 | R3:25.8（13.7）   | -2.6  | 柴田未崎 | 58        | リンドーロ             | 480         |
| 0000.11.23 | 東京   | 障害3歳上未勝利           |       | 障3000m（良） | 14   | 6    | 9    | 041.5（10人）  | 09着 | R3:26.9（13.8）   | -4.0  | 柴田未崎 | 58        | ゴールドリーズン       | 484         |
| 2008.01.20 | 中山   | 障害4歳上未勝利           |       | 障2880m（良） | 14   | 5    | 8    | 093.7（12人）  | 02着 | R3:17.3（13.7）   | -0.4  | 江田勇亮 | 59        | ゴールデンシャイン     | 480         |
| 0000.02.11 | 東京   | 障害4歳上未勝利           |       | 障3000m（良） | 14   | 6    | 10   | 011.30（4人）  | 03着 | R3:20.7（13.4）   | -0.7  | 江田勇亮 | 59        | ラドランデンジャー     | 482         |
| 0000.03.08 | 中山   | 障害4歳上未勝利           |       | 障2880m（良） | 14   | 4    | 5    | 003.40（1人）  | 08着 | R3:16.8（13.7）   | -1.5  | 江田勇亮 | 59        | ヒシバトル             | 482         |
| 0000.04.27 | 京都   | 障害4歳上未勝利           |       | 障2910m（良） | 14   | 5    | 8    | 012.80（5人）  | 01着 | R3:15.0（13.4）   | -1.6  | 江田勇亮 | 59        | （カリスマコンコルド） | 468         |
| 0000.05.24 | 東京   | 障害3歳上オープン         |       | 障3300m（良） | 14   | 5    | 8    | 013.30（6人）  | 06着 | R3:40.6（13.4）   | -2.3  | 江田勇亮 | 58        | クルワザード           | 478         |
| 0000.06.14 | 東京   | 東京ハイジャンプ          | JGII  | 障3300m（良） | 14   | 7    | 11   | 097.6（12人）  | 03着 | R3:39.8（13.3）   | -2.7  | 江田勇亮 | 60        | テイエムエース         | 470         |
| 0000.07.05 | 阪神   | 障害3歳上オープン         |       | 障3110m（良） | 13   | 4    | 4    | 010.30（4人）  | 04着 | R3:26.6（13.3）   | -1.6  | 田中剛   | 60        | バトルブレーヴ         | 470         |
| 0000.11.01 | 京都   | 障害3歳上オープン         |       | 障3170m（良） | 13   | 2    | 2    | 013.00（5人）  |      | 競走中止          |       | 江田勇亮 | 60        | ワンダーシンゲキ       | 480         |
| 0000.11.22 | 東京   | 秋陽ジャンプS             | 障OP  | 障3300m（良） | 14   | 2    | 2    | 018.50（9人）  | 06着 | R3:42.6（13.5）   | -1.6  | 江田勇亮 | 60        | マルブツシルヴァー     | 488         |
| 0000.12.27 | 中山   | 中山大障害                | JGI   | 障4100m（良） | 16   | 6    | 12   | 142.2（10人）  | 06着 | R4:47.1（14.0）   | -2.1  | 江田勇亮 | 63        | キングジョイ           | 488         |
| 2009.02.07 | 東京   | 春麗ジャンプS             | 障OP  | 障3300m（良） | 14   | 7    | 11   | 017.60（6人）  | 04着 | R3:41.6（13.4）   | -1.8  | 江田勇亮 | 60        | コウヨウウェーブ       | 488         |
| 0000.03.08 | 中山   | 障害4歳上オープン         |       | 障3200m（稍） | 10   | 8    | 10   | 007.10（4人）  | 10着 | R3:44.2（14.0）   | -3.7  | 江田勇亮 | 60        | ヘンリーゴンドーフ     | 494         |
| 0000.03.28 | 中山   | ペガサスジャンプS         | 障OP  | 障3350m（良） | 14   | 7    | 12   | 028.1（11人）  | 01着 | R3:44.9（13.4）   | -0.5  | 江田勇亮 | 60        | （ヒシバトル）         | 486         |
| 0000.04.18 | 中山   | 中山グランドジャンプ      | JGI   | 障4250m（良） | 15   | 5    | 8    | 023.40（8人）  | 03着 | R4:51.9（13.7）   | -2.8  | 江田勇亮 | 63.5      | スプリングゲント       | 484         |
| 0000.06.13 | 東京   | 東京ジャンプS             | JGIII | 障3300m（良） | 14   | 5    | 8    | 008.10（5人）  | 02着 | R3:37.7（13.2）   | -0.3  | 江田勇亮 | 60        | エイシンボストン       | 482         |
| 0000.10.17 | 東京   | 東京ハイジャンプ          | JGII  | 障3300m（良） | 14   | 5    | 7    | 020.10（6人）  | 10着 | R3:42.0（13.5）   | -2.0  | 江田勇亮 | 60        | テイエムトッパズレ     | 484         |
| 0000.12.05 | 中山   | イルミネーションジャンプS | 障OP  | 障3570m（稍） | 16   | 8    | 15   | 008.50（4人）  | 08着 | R4:01.8（13.5）   | -2.2  | 江田勇亮 | 60        | ムーンレスナイト       | 490         |
| 0000.12.26 | 中山   | 中山大障害                | JGI   | 障4100m（良） | 14   | 1    | 1    | 020.60（7人）  | 03着 | R4:42.3（13.8）   | -0.6  | 江田勇亮 | 63        | キングジョイ           | 482         |
| 2010.03.27 | 中山   | ペガサスジャンプS         | 障OP  | 障3350m（稍） | 13   | 5    | 7    | 005.10（3人）  | 07着 | R3:46.5（13.5）   | -1.9  | 江田勇亮 | 60        | バシケーン             | 488         |
| 0000.04.17 | 中山   | 中山グランドジャンプ      | JGI   | 障4250m（不） | 14   | 6    | 9    | 011.50（5人）  | 02着 | R5:03.5（14.3）   | -0.0  | 江田勇亮 | 63.5      | メルシーモンサン       | 486         |
| 2011.03.21 | 阪神   | 阪神スプリングジャンプ    | JGII  | 障3900m（稍） | 14   | 6    | 9    | 041.10（9人）  | 01着 | R4:27.3（13.7）   | -0.2  | 江田勇亮 | 60        | （テイエムトッパズレ） | 480         |
| 0000.07.02 | 中山   | 中山グランドジャンプ      | JGI   | 障4260m（良） | 12   | 7    | 9    | 002.60（1人）  | 04着 | R4:53.8（13.8）   | -2.2  | 江田勇亮 | 63.5      | マイネルネオス         | 488         |

1. ↑  障害戦は平均1F。

## 血統表
| オープンガーデンの血統          | オープンガーデンの血統                                  | オープンガーデンの血統                 | （血統表の出典）                       | （血統表の出典）  |
| 父系                            | ボールドルーラー系                                      | ボールドルーラー系                     | ボールドルーラー系                     | [ § 2 ]           |
| 父 ゴーカイ 1993 黒鹿毛         | 父の父*ジャッジアンジェルーチ Judge Angelucci 1983 栗毛 | Honest Pleasure 1973 黒鹿毛            | What a Pleasure                        | What a Pleasure   |
| 父 ゴーカイ 1993 黒鹿毛         | 父の父*ジャッジアンジェルーチ Judge Angelucci 1983 栗毛 | Honest Pleasure 1973 黒鹿毛            | Tularia                                |                   |
| 父 ゴーカイ 1993 黒鹿毛         | 父の父*ジャッジアンジェルーチ Judge Angelucci 1983 栗毛 | Victorian Queen 1971 鹿毛              | Victoria Park                          | Victoria Park     |
| 父 ゴーカイ 1993 黒鹿毛         | 父の父*ジャッジアンジェルーチ Judge Angelucci 1983 栗毛 | Victorian Queen 1971 鹿毛              | Willowfield                            |                   |
| 父 ゴーカイ 1993 黒鹿毛         | 父の母ユウミロク 1983 黒鹿毛                            | カツラノハイセイコ 1976 黒鹿毛         | ハイセイコー                           | ハイセイコー      |
| 父 ゴーカイ 1993 黒鹿毛         | 父の母ユウミロク 1983 黒鹿毛                            | カツラノハイセイコ 1976 黒鹿毛         | コウイチスタア                         |                   |
| 父 ゴーカイ 1993 黒鹿毛         | 父の母ユウミロク 1983 黒鹿毛                            | リュウアコンバツト 1977 黒鹿毛         | *インディアナ                          | *インディアナ     |
| 父 ゴーカイ 1993 黒鹿毛         | 父の母ユウミロク 1983 黒鹿毛                            | リュウアコンバツト 1977 黒鹿毛         | リュウメイン                           |                   |
| 母 ダンスフォンテン 1999 黒鹿毛 | 母の父ダンスインザダーク 1993 鹿毛                      | *サンデーサイレンス 1986 青鹿毛        | Halo                                   | Halo              |
| 母 ダンスフォンテン 1999 黒鹿毛 | 母の父ダンスインザダーク 1993 鹿毛                      | *サンデーサイレンス 1986 青鹿毛        | Wishing Well                           |                   |
| 母 ダンスフォンテン 1999 黒鹿毛 | 母の父ダンスインザダーク 1993 鹿毛                      | *ダンシングキイ 1983 鹿毛              | Nijinsky II                            | Nijinsky II       |
| 母 ダンスフォンテン 1999 黒鹿毛 | 母の父ダンスインザダーク 1993 鹿毛                      | *ダンシングキイ 1983 鹿毛              | Key Partner                            |                   |
| 母 ダンスフォンテン 1999 黒鹿毛 | 母の母スダリーフ 1989 鹿毛                              | *サウスアトランティック 1980 鹿毛      | Mill Reef                              | Mill Reef         |
| 母 ダンスフォンテン 1999 黒鹿毛 | 母の母スダリーフ 1989 鹿毛                              | *サウスアトランティック 1980 鹿毛      | Arkadia                                |                   |
| 母 ダンスフォンテン 1999 黒鹿毛 | 母の母スダリーフ 1989 鹿毛                              | スダフラウ 1980 黒鹿毛                 | *ノーザンアンサー                      | *ノーザンアンサー |
| 母 ダンスフォンテン 1999 黒鹿毛 | 母の母スダリーフ 1989 鹿毛                              | スダフラウ 1980 黒鹿毛                 | ヤマトテツセン                         |                   |
| 母系(F-No.)                     | アストニシメント(GB)系(FN:7-c)                          | アストニシメント(GB)系(FN:7-c)         | アストニシメント(GB)系(FN:7-c)         | [ § 3 ]           |
| 5代内の近親交配                 | Northern Dancer 5 × 5 = 6.25％（母内）                  | Northern Dancer 5 × 5 = 6.25％（母内） | Northern Dancer 5 × 5 = 6.25％（母内） | [ § 4 ]           |
| 出典                            | 1. 2. 3. 4.                                             | 1. 2. 3. 4.                            | 1. 2. 3. 4.                            | 1. 2. 3. 4.       |

- 近親にセイクリムズン（カペラステークス、根岸ステークス、かきつばた記念2回、黒船賞3回、東京スプリント、さきたま杯）、セイントリーフ（ひまわり賞（岩手）、ビューチフル・ドリーマーカップ、オパールカップ、日高賞、白菊賞）[11][12]。
- 母系はオーグメント系（アストニシメント系）と呼ばれる日本に古くからある血統のひとつで、6代母ヤマトノハナは京成杯オータムハンデキャップ勝ち馬、8代母ヤマトナデシコは中山記念勝ち馬である。